# 郭彩云
郭彩云（1970年7月—），女，汉族，山西晋城人，中华人民共和国政治人物，2011年10月加入中国民主建国会。现任中华人民共和国审计署副审计长，民建中央常委、民建辽宁省委主委。曾任辽宁省人民政府副省长，辽宁省审计厅厅长。